# Ligation-During-Amplification
Ligation-During-Amplification (LDA) ist eine molekularbiologische Methode zur linearen Amplifikation von zirkulärer DNA (zum Beispiel einem Plasmid) in einem PCR-basierten Verfahren. Dabei werden ein oder mehrere sequenzspezifische Primerpaare mit den einzuführenden Sequenzveränderungen, eine thermostabile DNA-Polymerase sowie eine thermostabile DNA-Ligase verwendet. Diese Methode wird auch als QuikChange Multi von Stratagene vermarktet.
Diese Methode wird genutzt zur gezielten Mutagenese von Plasmiden im Zuge einer gewünschten Anpassung des Vektors oder der Expressionskassette im Zuge des Proteindesigns.
Dabei wird mit einem mutagenen Primer ein Strang der zirkulären Plasmid-DNA (Template) in einem Thermocycler in mehreren Zyklen linear amplifiziert und ligiert. Anschließend wird die parentale, methylierte Plasmid-DNA (Template) mit dem Restriktionsenzym DpnI, welches nur dam methylierte DNA spaltet, abgebaut. Danach wird die amplifizierte, mutierte, einzelsträngige, zirkuläre DNA in Bakterien transformiert und dort zur doppelsträngigen Plasmid-DNA vervollständigt.
Eine weitere Methode basiert auf der Umkehrung des Prinzips. Hierzu wird zur Amplifikation Hydroxymethyl-Desoxycytidin (HMdCTP) anstelle des dCTPs gegeben und anschließend mit einer Mischung aus den Restriktionsendonukleasen ApeK1 und Pho1 in einem Aktivitätsverhältnis von 2:1 restringiert. Dadurch wird nur die DNA-Vorlage (ohne Hydroxymethyl-Desoxycytidine) zerlegt. Die Ligation erfolgt nach der Transformation in vivo.